# فيليب دوبويسون ليبون
فيليب دوبويسون ليبون Philippe Dubuisson-Lebon (من مواليد 19 يونيو 1988) هو لاعب كرة قدم كندي محترف سابق لعب كرة القدم في دوري الجامعات في جامعة شيربروك.

## روابط خارجية
- احصائيات رياضية فقط
- الملف الشخصي لـ أوتاوا ريدبلاكس